# فامباير كيلر
فامباير كيلر (بالإنجليزية:Vampire Killer) ، هي لعبة إلكترونية من نوع مغامرات، أنتجت اللعبة سنة 1986 من قبل شركة كونامي، وتعمل بنظام صخر.

## وصلات خارجية
- تعريف اللعبة باللغة اليابانية
- i-revo版